# Ehrhartia
Les Ehrharteae són una tribu de plantes monocotiledònies de la família Poàcies, originària d'Àfrica i Australàsia.

## Classificació
És una de les quatre tribus, juntament amb les Phyllorachideae, Oryzeae i Streptogyneae, que formen la subfamília Oryzoideae (sinònim Ehrhartoideae). La divergència entre les Ehrharteae i les Oryzeae s'hauria produït fa uns 35 milions d'anys, cap al final de l'Eocè i el començament de l'Oligocè.
Aquesta tribu està formada per quatre gèneres: Ehrharta Thunb (27 espècies), Microlaena R.Br. (4 espècies), Tetrarrhena R.Br. (6 espècies) i Zotovia Edgar & Connor (2 espècies), però alguns autors, considerant que els caràcters en què es basen les delimitacions entre gèneres són massa variables per ser fiables, només admeten un únic gènere, Ehrharta, agrupant les 37 espècies (o 35 per a alguns autors). Estudis cladístics recents (2003) han revelat que tres dels gèneres reconeguts inicialment (Ehrharta, Tetrarrhena i Zotovia) són monofilètics, mentre que l'últim, Microlaena, és polifilètic i s'hauria de dividir.
El gènere tipus és Ehrharta Thunb.

## Descripció
Les plantes de la tribu Ehrharteae són anuals o perennes, generalment herbàcies, de vegades llenyoses, amb tiges que poden arribar als 2 m d'alçada. La beina de la fulla, oberta, està sempre proveïda d'aurícules. La inflorescència és una panícula o raïm unilateral. Està composta per espícules pedicel·lades, arrodonides o comprimides lateralment, formades per tres floretes, de les quals dues estèrils a la base i una terminal fèrtil hermafrodita. Les flors fèrtils tenen 2 lodícules, d'1 a 6 anteres i 2 estils units o lliures a la base. La cariopsi té un hili lineal que és almenys la meitat de la longitud de la cariopsi.
El nombre de cromosomes bàsic és x = 12.

## Gèneres
- Ehrharta
- Microlaena
- Petriella
- Tetrarrhena